# Bomen

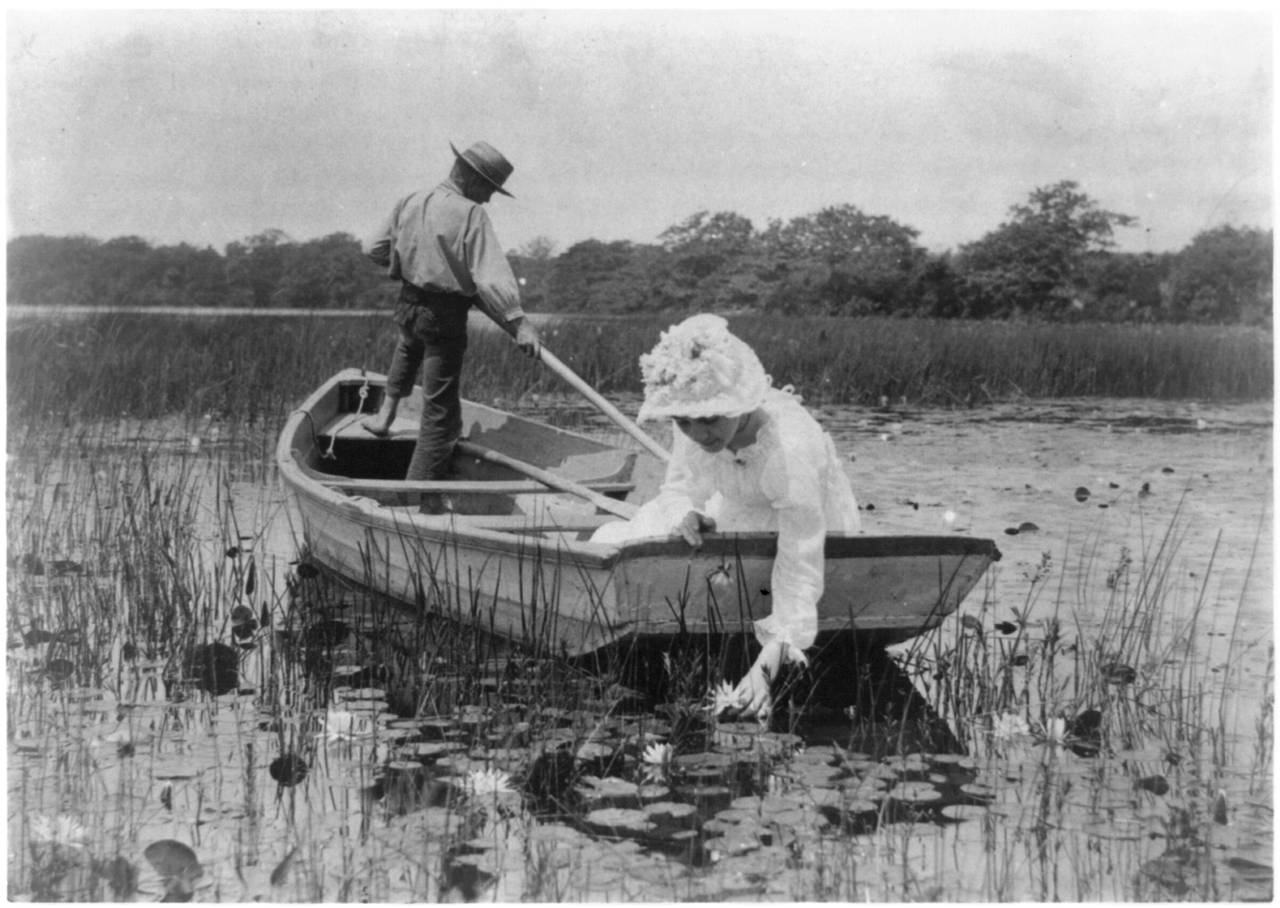
The lily gatherer, (Rudolf Eickemeyer, 1892).

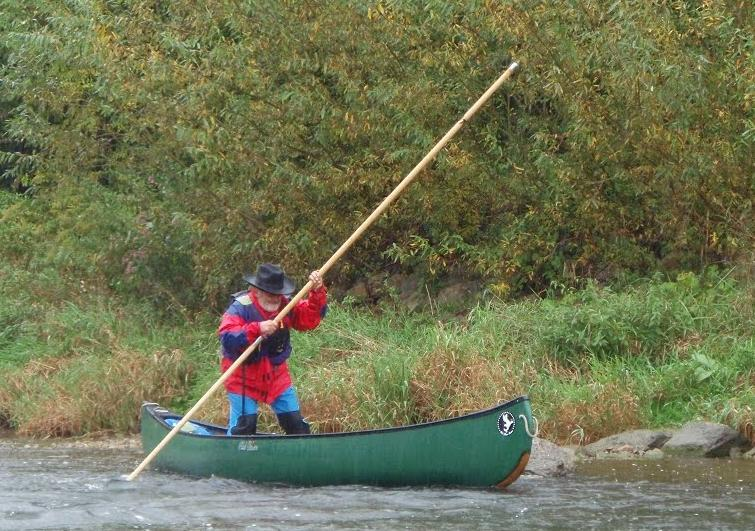
Bomen met een kano

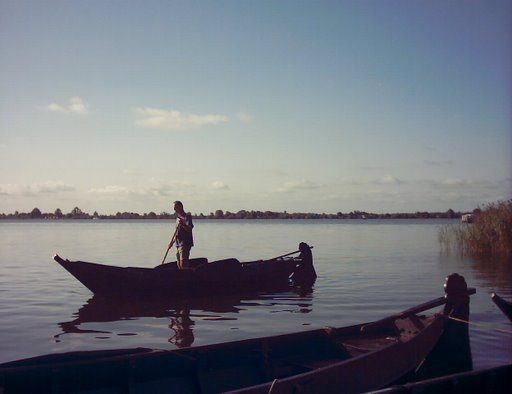
Een punter wordt geboomd

Bomen is een manier van voortstuwen van een boot in ondiep water.
Een lange staak of (vaar)boom wordt hiertoe in het water in de bodem gestoken, en het schip wordt voortgeduwd.

## Kleine schepen
Deze vorm van voortbewegen werd vooral gebruikt op de kleinere scheepjes die niet de beschikking hadden over een zeil of motor, op smalle wateren waar niet geroeid kon worden, op ondiepe wateren waar niet gepeddeld kon worden (met name tegenstrooms), of als er staande over een hoge last moest worden gekeken.
Bomen wordt vaak punteren genoemd, omdat deze manier veel gebruikt wordt voor de punter en aanverwante scheepjes.
Op deze scheepjes gebeurde het bomen staande op een klein achterplechtje (stuurbank) of bij het ontbreken hiervan op een plank die over het boeisel was gelegd. De persoon die de boom hanteerde stond stil en met zijn gelaat in de vaarrichting.
Omdat bij deze manier van voortbewegen een roer overbodig is waren veel kleine scheepjes daar ook niet mee uitgerust.

## Grote schepen
Op de traditionele zeilschepen van de Zuiderzee werd er geboomd als er geen wind stond.
Daartoe werd vaak het zwaard afgenomen en op de plecht en de deken (bovenzijde van de bun) gelegd, de man die moest bomen kon zodoende de boom op de plecht insteken en lopend tot op de deken het schip duwen. Bij zeilschepen werd de boom bewaard door hem langs een van de stagen op te hangen.
Op de vrachtschepen werd alleen geboomd als er niet kon worden gejaagd of met een vastgezette boom vanaf de kant worden geduwd (wegen of truilen). Omdat deze schepen vaak een gangboord hadden kon de persoon die moest bomen een groot deel van de scheepslengte gebruiken.
Dit gebeurde met de rug naar de boeg en het schip werd als het ware met de voeten vooruit geduwd. Hierbij was het dus wel noodzakelijk dat er iemand anders aan het roer stond.

## Vorm
De onderkant van de vaarboom, de voet, bestaat uit de hak (het uiteinde van de hoofdstok) en de iets kortere teen, een aan de hoofdstok bevestigd iets gekromd stukje hout van ongeveer twintig centimeter, dat het bomen vergemakkelijkt in een modderige bodem. Als de bodem hard of steenachtig is, kan de teen beschadigd worden of zelfs los raken en moet de hak worden gebruikt om het schip voort te stuwen.